# Värderelativism
Värderelativism är en filosofisk ståndpunkt som menar att det inte finns några universella värden. Motsatsen är värdeabsolutism.
Detta betyder närmare att alla sanningsanspråk gällande moral är kontextbundna. Om ett samhälle idkar kannibalism medan ett annat samhälle inte gör det, så kan en värderelativist mena att dessa samhällen har olika syn på moral. Värderelativismen menar att alla värden måste förstås inom dess kulturella kontext, vilket är grunden i all antropologisk och sociologisk forskning.